# 姚慕莲
姚慕莲（1876年—1950年），名福同，字慕莲，以字行，男，浙江嘉兴人，中国近代民族资本家。

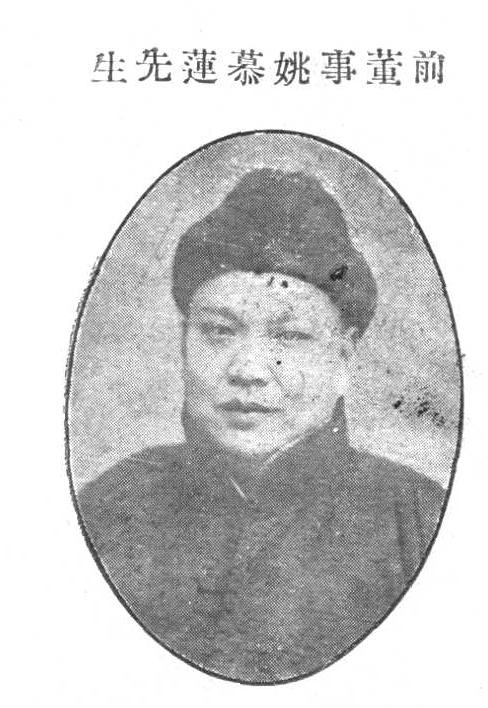

## 生平
姚慕莲出生在一个世代富商的家庭。清朝末年，他曾以捐资获得二品衔户部郎中，还曾任邮传部参议等职。民国四年（1915年），他接办上海内地自来水公司。抗日战争爆发，日军占领上海后，他曾任上海市民协会主席团成员。他一生主要在上海活动。他还是京剧票友。

## 延伸阅读
[在维基数据编辑]
 《海上名人傳·姚慕蓮》，出自《海上名人傳》